# Limnophora interfrons
Limnophora interfrons este o specie de muște din genul Limnophora, familia Muscidae, descrisă de Hsue în anul 1982. Conform Catalogue of Life specia Limnophora interfrons nu are subspecii cunoscute.